# Mimommata
Mimommata is een kevergeslacht uit de familie van de boktorren (Cerambycidae). De wetenschappelijke naam van het geslacht werd voor het eerst geldig gepubliceerd in 2003 door Peñaherrera & Tavakilian.

## Soorten
Mimommata omvat de volgende soorten:
- Mimommata mollardi Peñaherrera & Tavakilian, 2003
- Mimommata pernauti Tavakilian & Peñaherrera, 2003